# Highgate (Jamaika)
Highgate ist eine Kleinstadt im Norden von Jamaika. Die Stadt befindet sich im County Middlesex im Parish Saint Mary. Im Jahr 2010 hatte Highgate eine Einwohnerzahl von 5454 Menschen.

## Geografie
Highgate befindet sich im Inland der Insel auf einem Hügel. Der Höhenunterschied zwischen Ortsmitte und den Ausläufern beträgt an die 50 Meter. Der gesamte Ort befindet sich durchschnittlich 280 Meter über den Meeresspiegel. Die Landschaft um Highgate wechselt zwischen bewaldeten Flächen und kultivierten Land. Die nächsten Ortschaften sind die ungefähr 2 Kilometer nördlich liegende Siedlung Whitehall. Im Süden liegen die Ortschaften Richmond und Cuffy Gully.